# Zuhanórepülés (film, 1990)
A Zuhanórepülés vagy Csodálatos landolás (eredeti cím: Miracle Landing) 1990-ben bemutatott amerikai katasztrófafilm.
A történet az Aloha Airlines 243-as járatának katasztrófáját dolgozza fel, ami 1988. április 28-án következett be. A gép a hawaii Hiloi nemzetközi repülőtérről való felszállás után nem sokkal robbanásos dekompressziót szenvedett el az óceán felett. A legénység sikeres kényszerleszállást hajtott végre a Kahului repülőtéren. A szerencsétlenségben egy légi utaskísérő életét vesztette és sokan megsérültek.
Az Amerikai Egyesült Államokban a CBS vetítette, később világszerte a képernyőkre került.

## Cselekménye
A történet 1988 februárjában kezdődik, amikor két pilóta egy szimulációban gyakorolja, hogyan kell egy dekompresszió miatt megsérült, égő hajtóművel és hidraulika nélkül repülő géppel leszállni. Ez a vészhelyzet előre sejteti a Paradise Airlines 243-as járatának két hónappal később bekövetkező tragédiáját.
A film a történetet a legénység három tagján keresztül mutatja be:
- Madeleine "Mimi" Tompkins, a Paradise Airlines másodpilótája, aki a légitársaság első női másodpilótája, és éppen kiképzésen vesz részt, hogy kapitánnyá léphessen elő
- Robert "Bob" Schornstheimer kapitány
- Michelle Honda légi utaskísérő

A Paradise Airlines egy belföldi járat Honoluluból Hilóba, a nap végén pedig vissza Honoluluba. A főszereplőket a két utazás közötti pihenő ideje alatt, az utasokat pedig a beszállás során mutatja be a film.
A járat felszáll a Hiloi nemzetközi repülőtérről, és hamarosan megkezdődik az italok felszolgálása. Nem sokkal ezután David – egy fiatal fiú, aki az édesanyjával utazik – magához hívja a vezető légi utaskísérőt, C. B.-t és egy éppen akkor keletkező repedésre hívja fel a figyelmét. Ebben a pillanatban kitör a zűrzavar és a géptörzs elején a tetőnek a pilótafülkétől a szárnyak elejéig tartó része teljes egészében leszakad. Michelle a földre zuhan és belekapaszkodik egy utas ülésébe, C. B.-t az utastérben tomboló légörvény kirántja a gépből, az utasok pedig komoly sérüléseket szereznek a röpködő törmelékek, valamint a hirtelen nyomáskülönbség miatt. A harmadik utaskísérő, Jane súlyosan megsérül a fején, a földre zuhan és az utasok tartják meg, nehogy kizuhanjon a gépből. A pilóták nem tudják a katasztrófa mértékét és azt gondolják, hogy egy bomba robbant, vagy dekompresszió történt. Az oxigénmaszkok kiesnek a helyükről, de mivel a vezetékek megrongálódtak, nem működnek. Szerencsére azonban a gép elég alacsonyan van ahhoz, hogy ez ne okozzon komolyabb problémát. Mimi és Bob felveszi a kapcsolatot a Kahului repülőtér légi irányításával és bejelenti a vészlassítást.
Nemsokára a legénység szembesül a ténnyel, hogy a gép lezuhanhat, megölve mindenkit a fedélzeten, ezért egyenként visszaemlékeznek mindarra, amit Mimi a kiképzés során, Bob pedig a légierőnél kapott. Michelle arra az emlékére gondol, amikor apjával a tengerparton sétált. Apja azóta meghalt mint a hadsereg katonája. Jane egyre rosszabbul van, ezért Michelle megpróbál odamászni hozzá, hogy segíthessen. Az utaskísérő ezután elkezdi felkészíteni az utasokat egy lehetséges kényszerleszállásra, akár a földön, akár a vízen és kiosztja a mentőmellényeket. Gail pánikba esik, amikor Davidnek nem jut mellény, de Michelle megnyugtatja. Roy megrémül, amikor látja, hogy a szárnyból hidraulikus folyadék szivárog. A Kahului torony értesíti a tűzoltóságot és a katasztrófavédelmet, akik a sérült gép landolása előtt megérkeznek. Végül néhány feszült perccel később Mimi és Bob kidolgozza a vésztervet.
A repülőnek kis idő múlva sikerül leszállnia, nagy nehézségek árán, mivel a fékek nem működnek megfelelően. A pilóták attól tartanak, hogy a manőver során a gép összetörik és kigyullad, de csodával határos módon végül senkinek nem esik komoly baja, és hála a vészhelyzet esetén betartandó előírásoknak a legénységnek sikerül azonnal evakuálnia az utasokat.

## Szereplők
- Connie Sellecca: Madeleine "Mimi" Tompkins (másodpilóta)
- Wayne Rogers: Robert "Bob" Schornstheimer (kapitány)
- Ana Alicia: Michelle Honda (légi utaskísérő)
- Patty Toy: Jane Sato-Tomita (légi utaskísérő)
- Nancy Kwan: Clarabelle "C.B." Lansing (vezető légi utaskísérő)
- James Cromwell: B.J. Cocker
- Jay Thomas: Ed Meyer (Maui torony felügyelője)
- Armin Shimerman: Rick (Maui légi irányító)
- Shantel Cropper: a fiatal Michelle

## Fordítás
Ez a szócikk részben vagy egészben  a   Miracle Landing című angol Wikipédia-szócikk ezen változatának fordításán alapul.  Az eredeti cikk szerkesztőit annak laptörténete sorolja fel. Ez a jelzés csupán a megfogalmazás eredetét és a szerzői jogokat jelzi, nem szolgál a cikkben szereplő információk forrásmegjelöléseként.